# 波田須駅
波田須駅（はだすえき）は、三重県熊野市波田須町にある、東海旅客鉄道（JR東海）紀勢本線の駅である。
普通列車のみ停車し、熊野大花火大会等の際に運転される臨時列車は一部通過する。

## 歴史
1961年12月、既に全通した日本国有鉄道（国鉄）紀勢本線新鹿駅 - 大泊駅間に新設。その後、国鉄分割民営化に伴い、東海旅客鉄道（JR東海）へ移管。今日に至っている。

### 年表
- 1961年（昭和36年）12月11日：国鉄紀勢本線新鹿駅 - 大泊駅間に新設[2][5]。旅客のみ取扱う無人駅[6]。
- 1987年（昭和62年）4月1日：国鉄分割民営化に伴い、東海旅客鉄道（JR東海）の駅となる[3]。
- 2011年（平成23年）12月11日：「波田須駅開業50周年号」が、多気駅 - 熊野市駅間でキハ40・キハ48形（旧ローカル気動車色）を使用して運行される[7][8]。
- 2016年（平成28年）：旧待合室解体、新待合室へ建替え。

## 駅構造
単式ホーム1面1線を有する地上駅。交換設備を持たない棒線駅である。
熊野市駅管理の無人駅。駅舎は無く、ホーム東側（新鹿駅方）に待合所を併設した出入口がある。
西側（大泊駅方）には大吹峠を抜ける大吹トンネルが、東側（新鹿方）には1つ短いトンネルを挟んで甫本トンネルがある。よって、当駅は両側をトンネルに挟まれた場所に位置している。
古びたトイレが設置されている。

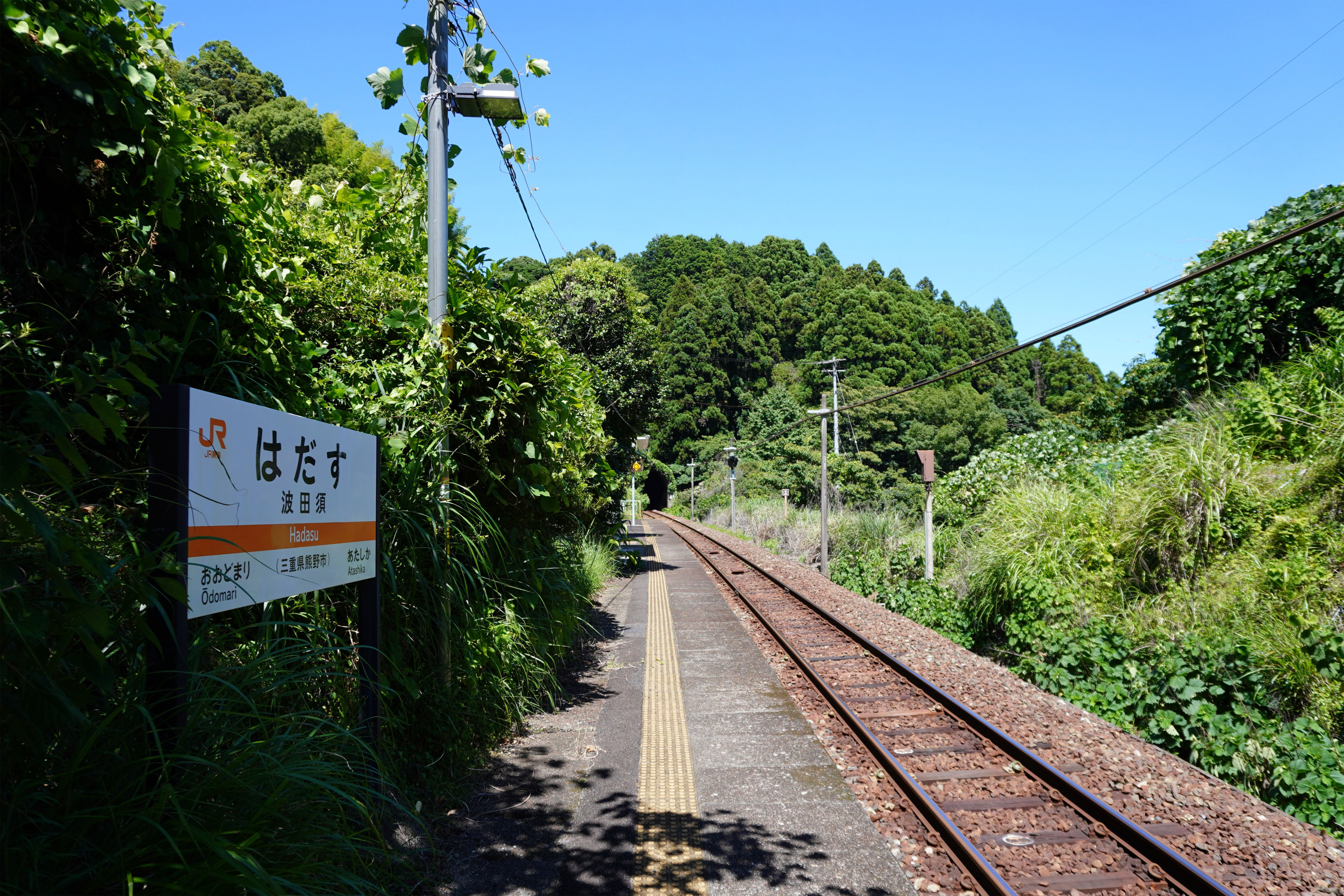
ホーム（2023年7月）

## 利用状況
「三重県統計書」によると、近年の1日平均乗車人員の推移は以下の通り。
| 年度   | 1日平均 乗車人員 |
| ------ | ---------------- |
| 1998年 | 23               |
| 1999年 | 24               |
| 2000年 | 18               |
| 2001年 | 21               |
| 2002年 | 18               |
| 2003年 | 18               |
| 2004年 | 16               |
| 2005年 | 14               |
| 2006年 | 12               |
| 2007年 | 11               |
| 2008年 | 11               |
| 2009年 | 11               |
| 2010年 | 9                |
| 2011年 | 8                |
| 2012年 | 8                |
| 2013年 | 5                |
| 2014年 | 22               |
| 2015年 | 6                |
| 2016年 | 20               |
| 2017年 | 21               |
| 2018年 | 18               |
| 2019年 | 19               |

## 駅周辺
波田須集落南側にある斜面最下部に位置しており、斜面上を通る国道311号からは細く曲がりくねった坂道を下らなければならない。駅前には公衆電話と郵便ポストがあるのみで、駅前広場は無い。携帯電話は通じるものの、電波は微弱である。ホームの先には棚田が広がり、その先の熊野灘までホームから見通せる。駅周辺は山の陰となるため、日が沈み始めると急に暗くなり、ホーム上の照明だけが明るく照らすようになる。
秘境駅とされる。牛山隆信による「秘境駅ランク」では総合評価19である。駅自体の訪問が目的であるならば、名古屋まで新幹線、名古屋から尾鷲まで特急を利用すれば東京からでも日帰りが可能である。
東に向かって坂道を登ると、太平洋をバックに線路を見下ろすことが出来るポイントがあり、鉄道撮影の名所となっている。
- 徐福ノ宮（徐福神社）：徐福伝説に因んで祀られている[20]。駅から徒歩約10分[21]。御神宝はすり鉢であり、同時に発見された秦の時代の半両銭の実在が、この地の徐福伝説の大きな根拠とされている[22]。
- 波田須児童館
- 波田須神社
- 熊野市立波田須小学校：2004年に熊野市立新鹿小学校波田須分校となった後、2005年度以降は休校となっている[23]。
- カイタロー鼻
- 国道311号
- 熊野市自主運行バス「波田須小学校前」停留所：潮風かほる熊野古道線

## 隣の駅
東海旅客鉄道（JR東海）
■紀勢本線
新鹿駅 - 波田須駅 - 大泊駅